# Tim Krul
Timothy Michael "Tim" Krul (født 3. april 1988 i Haag, Holland) er en hollandsk fodboldspiller, der spiller som målmand hos den engelske Premier League-klub Luton Town. Han har spillet for klubben siden 2023. Tidligere har han repræsenteret Newcastle United.

## Landshold
Krul har (pr. 4. april 2018) spillet otte kampe Hollands A-landshold, og 10 kampe for sit land på U/21-niveau.